# Gaukönigshofen

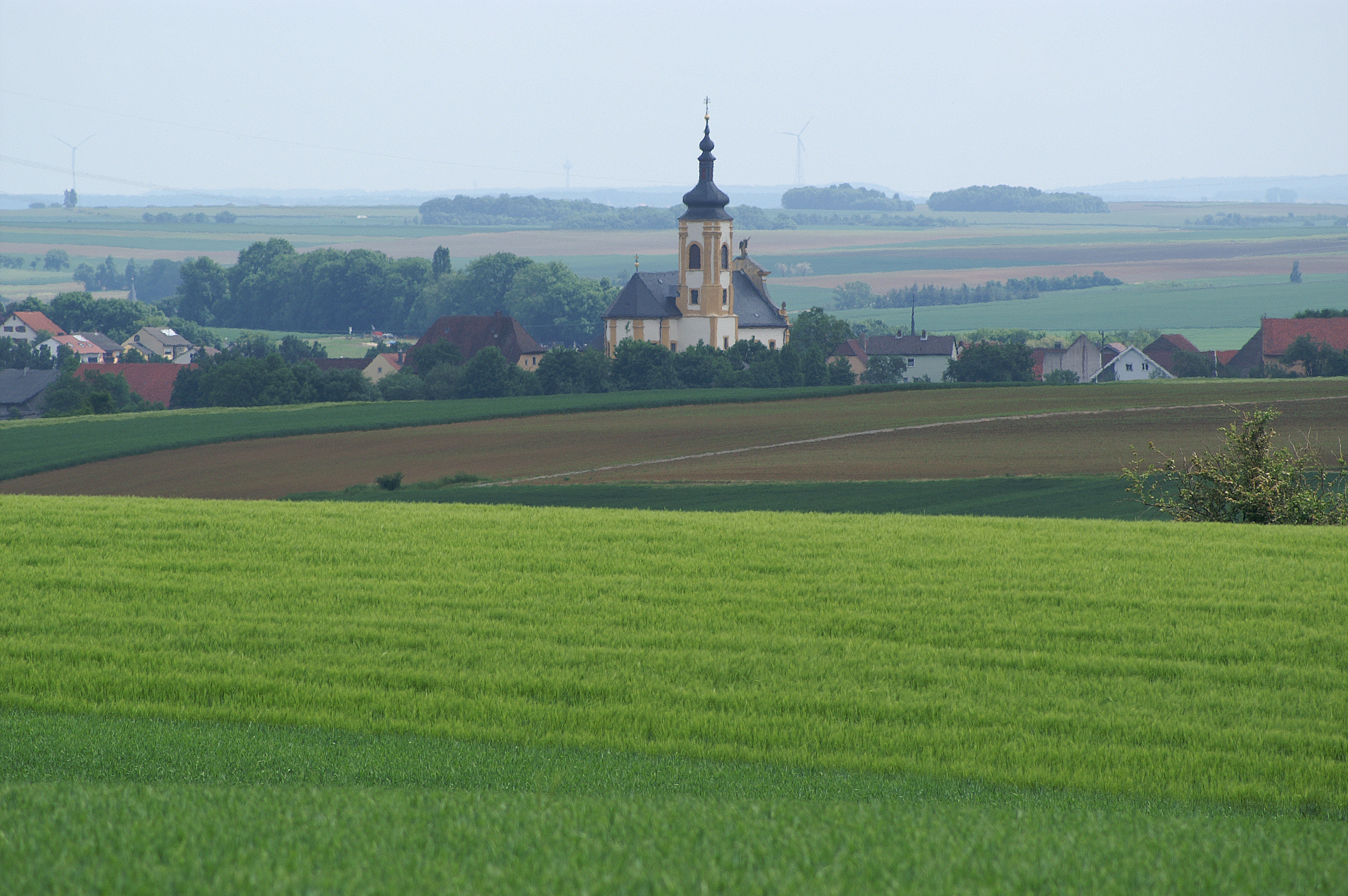
Gaukönigshofen von Nordwesten

Gaukönigshofen ist eine Gemeinde im unterfränkischen Landkreis Würzburg.

## Geographie

### Lage
Die Ortschaft Gaukönigshofen liegt 20 Kilometer südlich von Würzburg inmitten des Ochsenfurter Gaus im Thierbachtal.

### Gemeindegliederung
Es gibt 6 Gemeindeteile (in Klammern der jeweilige Siedlungstyp):
- Acholshausen (Pfarrdorf)
- Eichelsee (Pfarrdorf)
- Fuchsenmühle (Einöde)
- Gaukönigshofen (Pfarrdorf)
- Rittershausen (Pfarrdorf)
- Wolkshausen (Pfarrdorf)

Es gibt die Gemarkungen Acholshausen, Eichelsee, Gaukönigshofen, Rittershausen und den Gemeindeteil Wolkshausen.

## Geschichte

### Frühe Geschichte
Die fruchtbaren Böden des Gaues zogen schon in der Vorzeit die Siedler an. Bereits aus der Zeit der Bandkeramischen Kultur (ca. 5000 v. Chr.) lassen sich erste Siedlungen auf dem Gebiet des heutigen Gaukönigshofen nachweisen. Weitere Siedlungszeugnisse stammen aus der Bronzezeit (1800–1000 v. Chr.) und aus der frühen Eisenzeit (Hallstattzeit). Damit ist Gaukönigshofen nachweislich eine der am längsten besiedelten Gemeinden im Landkreis.
In der Eisenzeit war das Gebiet bereits 400 vor Christus von den Kelten besiedelt. Flurnamen wie „Im kalten Bauern“, „Im kalten Feld“ oder der „Kaltenhof“ erinnern noch an die Keltenzeit. Später wanderten die Germanen ein. Zur Zeit der Völkerwanderung war der Gau Durchzugs- und vorübergehendes Siedlungsgebiet für diverse germanische Völker, wie die Markomannen, die Alamannen und die Thüringer. Auch von ihnen sind Siedlungsfunde nachgewiesen.
Etwa in der Zeit zwischen 700 und 800 nach Christus dehnte sich der germanische Stamm der Franken bis an den Main aus. Königshöfe Karls des Großen entstanden in größerer Zahl, so auch in Gaukönigshofen. Aus dieser Zeit stammt auch die erste urkundliche Erwähnung des Dorfes Gaukönigshofen im Jahr 741. Das Kloster Oberzell übte seit 1326 das Patronatsrecht über die Pfarreien aus. Während ab 1481 das Hochstift Würzburg in Gaukönigshofen die Dorfherrschaft besaß, hatte das Kloster Stift Haug in Würzburg überwiegend die Dorfherrschaft in Acholshausen und Rittershausen. Dort begüterte Geschlechter waren unter anderen die Gebsattel, die Stromberg, die Rosenbach, die Hund von Wenkheim und die Zobel von Giebelstadt. Die abgegangene Burg Vogtsberg, zwischen Acholshausen und Gaukönigshofen über dem Thierbach gelegen, war ursprünglich als Fliehburg erbaut worden und wurde im Laufe der Jahrhunderte zu einer typischen mittelalterlichen Burg ausgebaut. Im Deutschen Bauernkrieg wurde sie vollständig zerstört. Heute ist nur noch der Burggraben zu erkennen.

### Eingemeindungen
Im Zuge der Gebietsreform in Bayern wurden am 1. Januar 1975 die Gemeinden Acholshausen und Wolkshausen, am 1. April 1975 Eichelsee und am 1. Mai 1978 Rittershausen eingegliedert.

### Einwohnerentwicklung
Stand: jeweils der Tag der Volkszählung:
- 1961: 1958 Einwohner[5]
- 1970: 1944 Einwohner[5]
- 1987: 1938 Einwohner
- 2011: 2482 Einwohner

Stand: jeweils 31. Dezember:
- 1991: 2069 Einwohner
- 1995: 2183 Einwohner
- 2000: 2268 Einwohner
- 2001: 2269 Einwohner (+ 01)
- 2002: 2295 Einwohner (+ 26)
- 2003: 2315 Einwohner (+ 20)
- 2004: 2380 Einwohner (+ 65)
- 2005: 2428 Einwohner (+ 48)
- 2006: 2401 Einwohner (− 27)
- 2007: 2446 Einwohner (+ 45)
- 2008: 2455 Einwohner (+ 09)
- 2009: 2467 Einwohner (+ 12)
- 2010: 2468 Einwohner (+ 01)
- 2011: 2482 Einwohner (+ 14)
- 2012: 2495 Einwohner (+ 13)
- 2013: 2519 Einwohner (+ 24)
- 2014: 2485 Einwohner (− 34)
- 2015: 2508 Einwohner (+ 23)
- 2016: 2510 Einwohner (+2)
- 2017: 2493 Einwohner (−17)
- 2018: 2487 Einwohner (−6)
- 2019: 2461 Einwohner (−26)
- 2020: 2484 Einwohner (+23)
- 2021: 2506 Einwohner (+22)
- 2022: 2533 Einwohner (+27)
- 2023: 2611 Einwohner (+78)

Im Zeitraum 1988 bis 2018 stieg die Einwohnerzahl von 1959 auf 2487 um 528 Einwohner bzw. um 27 %.
Quelle: BayLfStat

## Politik
- CWG: 3
- Unabhängige: 3
- CWW: 2
- CWE: 2
- CWR: 2
- CWA: 2

### Gemeinderat
Bei der Kommunalwahl vom 15. März 2020 haben von den 2019 Stimmberechtigten 1557 von ihrem Wahlrecht Gebrauch gemacht, womit die Wahlbeteiligung bei 77,12 % lag.

### Bürgermeister
Bei der Kommunalwahl vom 15. März 2020 wurde Johannes Menth (Christliche Wählergemeinschaften Wolkshausen, Eichelsee, Rittershausen, Acholshausen) mit 53,95 % der Stimmen zum Ersten Bürgermeister gewählt.

### Steuereinnahmen
2017 betrugen die Gemeindesteuereinnahmen 1.974.000 Euro, davon waren 259.000 Euro Gewerbesteuereinnahmen (netto) und 1.362.000 Euro Anteil an der Einkommensteuer.

### Wappen
| Wappen von Gaukönigshofen | Blasonierung: „In Silber aus einem roten Strunk wachsend eine grüne Staude mit drei Stängeln, daran je drei grüne Blätter.“ |
| Wappen von Gaukönigshofen | Wappenbegründung: Das mit 1607 datierte Ortswappen wurde 1961 bei der Renovierung des Rathauses von Gaukönigshofen im Dreiecksgiebel eines Portals entdeckt. Durch die Tingierung Silber und Rot wird auf die alten Wappenfarben des Hochstifts Würzburg hingewiesen, das früher die Landeshoheit über die Gemeinde ausübte. |

### Städtepartnerschaften

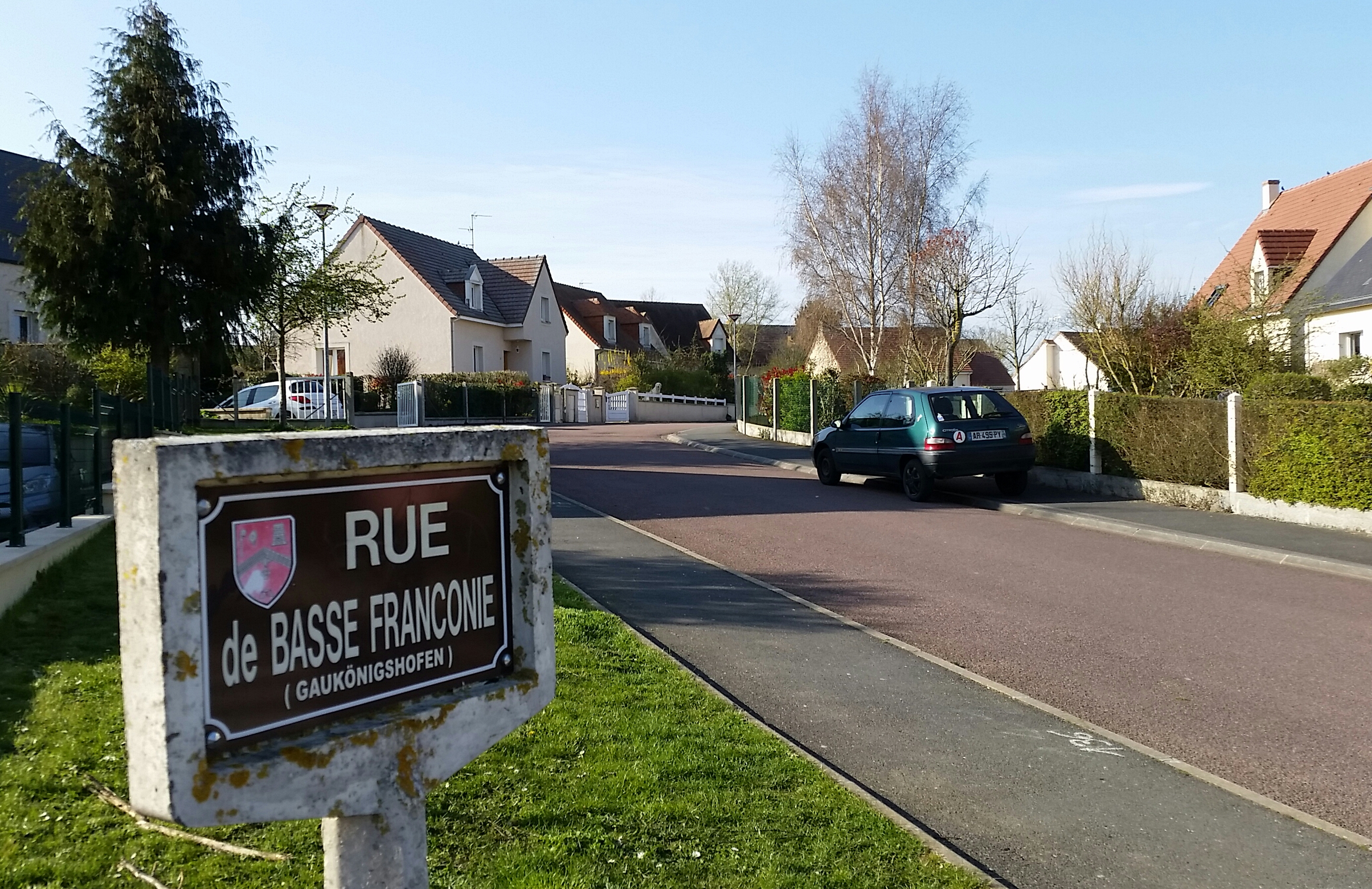
Rue de Basse Franconie (Gaukönigshofen) in Évrecy

Partnerschaften bestehen mit den Orten Bad Königshofen im Grabfeld und Königshofen im Taubertal, die ebenfalls 741 erstmals urkundlich als Königshof erwähnt wurden. Auch eine Partnerschaft mit der französischen Gemeinde Val d’Odon (ein Zusammenschluss der Ortschaften Baron-sur-Odon, Evrecy, Éterville, Gavrus und seit 2012 auch Bougy in der Normandie), besteht seit 1997.

## Kultur und Sehenswürdigkeiten

### Haus der Jugend
Im Jahre 1964 stellte der neu gegründete Bürgerverein mit reger Beteiligung der Ortsbewohner das Haus der Jugend im Herzen von Gaukönigshofen fertig. Größtenteils in Eigenleistung fingen schon 1962 die ersten Bauarbeiten an. 1964 fand im Rohbau die erste Veranstaltung – ein Gottesdienst – im Mehrzweckgebäude statt. Damals wurde die Halle als Turnstätte für Schulen und Vereine sowie als zentraler Treffpunkt zum Essen und Feiern genutzt.
Heute wird das Haus größtenteils für Veranstaltungen genutzt. Durch Partys mit Bands und DJs sorgt der Bürgerverein Gaukönigshofen e. V. selbstständig für den Unterhalt und die Renovierung der Veranstaltungsstätte.
Kulturelle Veranstaltungen: Kabarett-Abende, Faschings-Prunksitzungen, Theatervorstellungen, Politik-Veranstaltungen, Orchester-Konzerte u. v. m.
Partys: zehn Veranstaltungen im Jahr, darunter Coverband-Auftritte, Veranstaltungen mit DJs

### Schutzengelkirche Gaukönigshofen

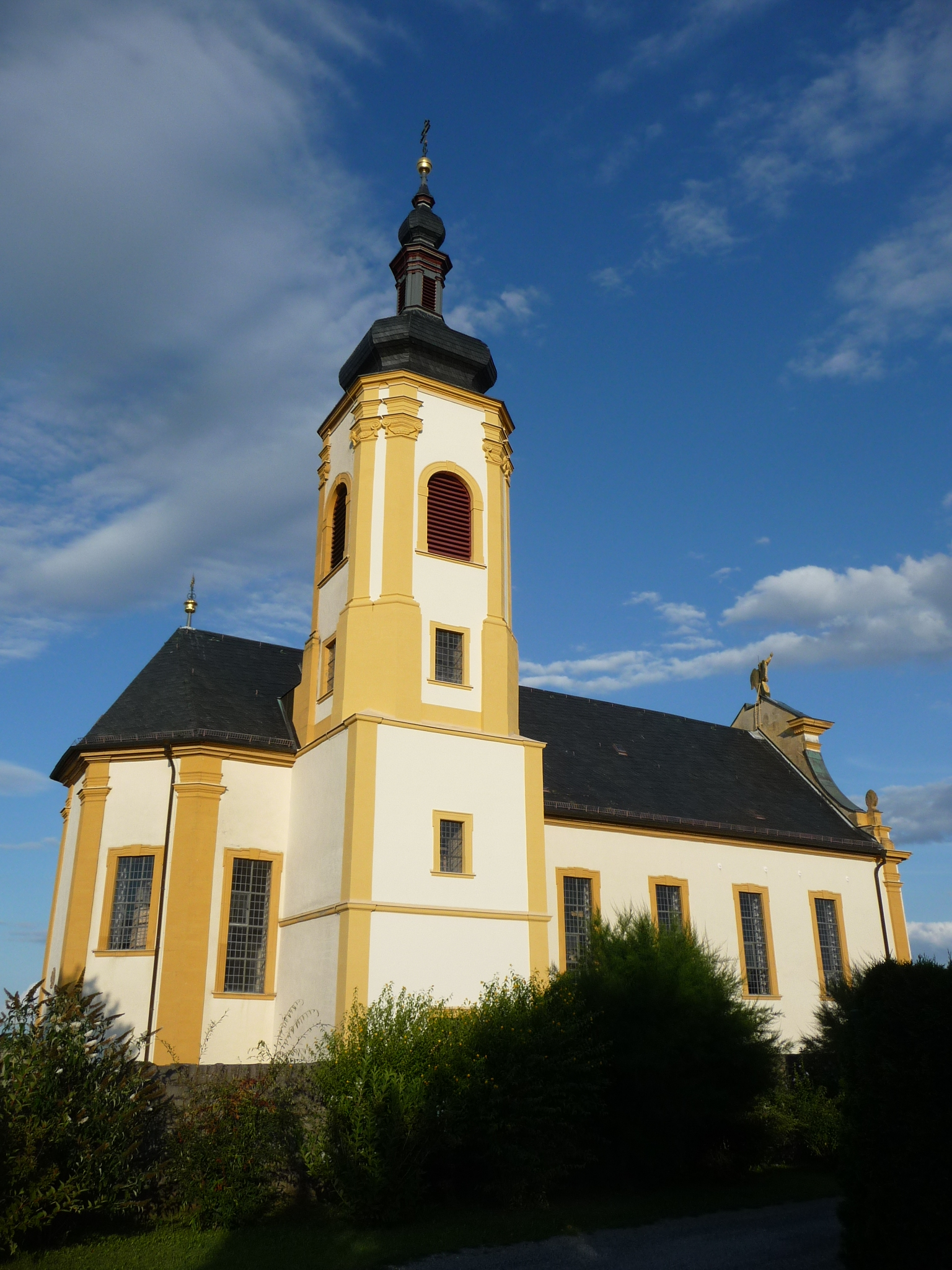
Schutzengelkirche

Die auch als Dom vom Gau bezeichnete Kirche prägt durch ihre Lage am nordwestlichen Ortsrand das Bild des Altortes und ist weit über die Ebene des Ochsenfurter Gaues sichtbar. Der Rohbau wurde zwischen 1724 und 1730 erstellt, die Pläne fertigte der aus Tirol stammende Baumeister Mathias Kolb. Der Turm hat einen eleganten Aufbau. Vom stark gegliederten Südflügel leuchtet die vergoldete Sandsteinstatue des Schutzengels mit Kind. Den Mittelpunkt der Fassade bildet die Rokokostatue der Immakulata, die als Pforte in die himmlische Herrlichkeit führt. Der festliche Innenraum ist mit zahlreichen Engel- und Heiligendarstellungen ausgestattet.

### Kirche St. Matthäus in Rittershausen
Hauptfassade und Freitreppe sind flankiert von lebensgroßen Sandsteinfiguren der Heiligen Nepomuk und Kilian. Innen erstrahlt das Gotteshaus nach aufwändiger Renovierung seit 1987 im neuen Glanz. Die Kirche ist eine der stilreinsten des Klassizismus.

### Rathaus

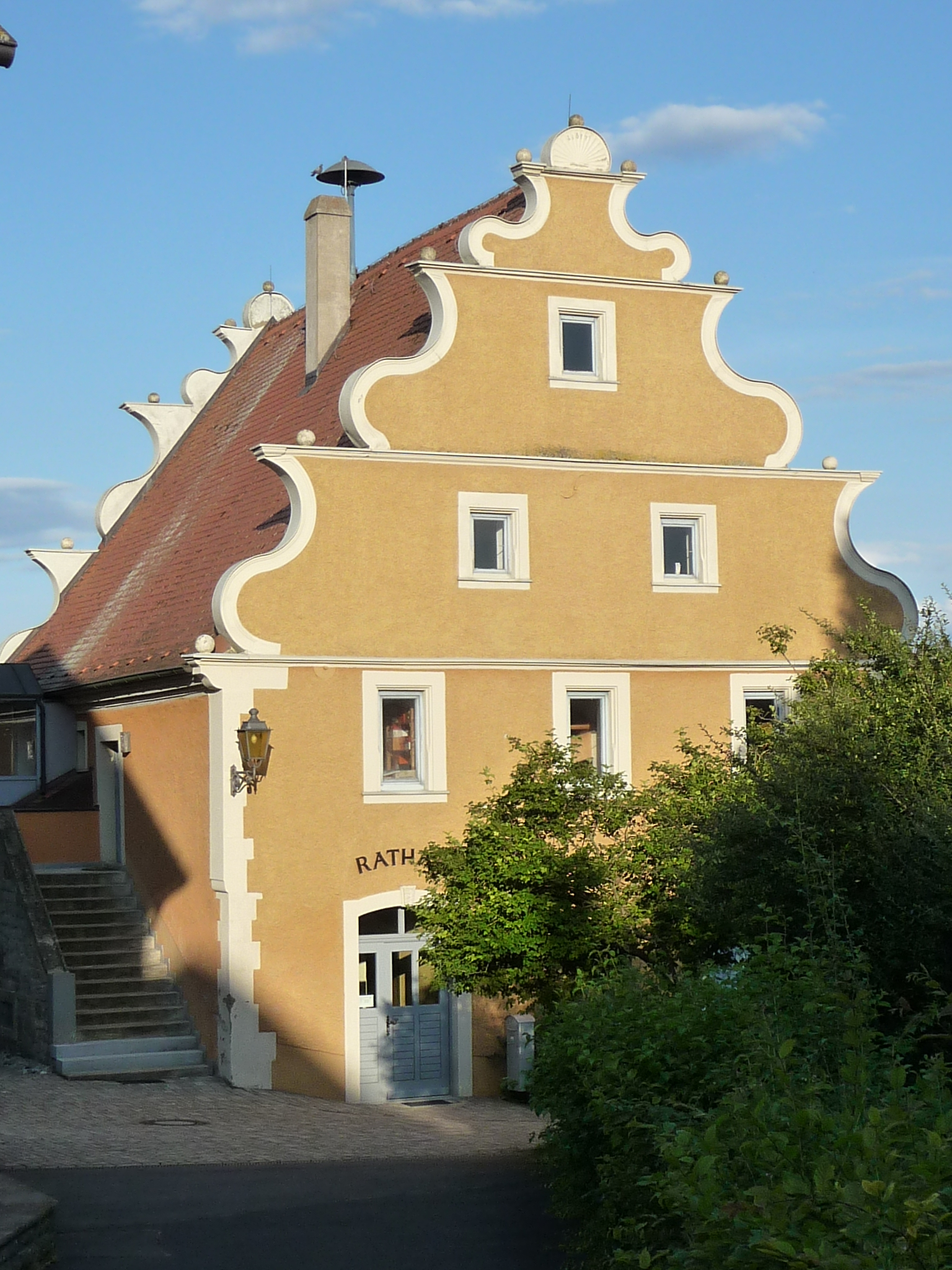
Rathaus

Die Mitte des Ortes Gaukönigshofen beherrscht das im Jahr 1607 erbaute Renaissance-Rathaus mit seinem Volutengiebel. Das Untergeschoss und die Giebel sind massiv in Stein errichtet, die Wände des Obergeschosses in Fachwerk mit reichen Schnitzereien an den Fenstern. Im Erdgeschoss war bis 1891 die Gemeindeschmiede untergebracht. Zwei Räume im Obergeschoss sind mit Holz getäfelt. Die Tür zum Sitzungssaal trägt die Jahreszahl 1607 und im bekrönenden Giebel das echtersche Wappen. Im Trauzimmer hängt ein schlichtes spätgotisches Kruzifix, das sich bis 1933 im damals abgerissenen unteren Torhaus der Ortsbefestigung befand.

### Jüdische Kreisgedenkstätte
Anlässlich des 50. Jahrestages des Pogroms vom 9./10. November 1938 entstand in Gaukönigshofen in der ehemaligen Synagoge eine Gedenkstätte für die jüdischen Opfer der nationalsozialistischen Gewaltherrschaft im Landkreis Würzburg. Dieses ehemalige Gotteshaus gehört zu den wenigen Überresten einer einst vor allem im Frankenland blühenden Kultur. Der Kreistag des Landkreises Würzburg beschloss am 13. März 1987 die Umgestaltung. Am 16. Oktober 1988 wurde das Gebäude in seiner neuen Funktion der Gemeinde Gaukönigshofen und der Öffentlichkeit übergeben.

### Streichelgehege Arche Noah
Seit Anfang August 1996 besteht das Streichelgehege Arche Noah am Ortsrand von Gaukönigshofen. Die Besucher, vor allem Kinder, können die Haltung der Tiere in einer naturnahen, romantischen Umgebung erleben und die Tiere füttern und streicheln. Das Streichelgehege ist Eigentum der Gemeinde und wird vom Verein Wander- und Naturfreunde Gaukönigshofen e. V. betrieben. Es hat eine Fläche von rund 4,5 Hektar und beheimatet rund 100 Vierbeiner und ein kleines Gehege mit Kaninchen und Meerschweinchen. In einem abgetrennten Teich werden Gänse und Enten gehalten. Die Unterhaltskosten werden durch Eigenleistung der Vereinsmitglieder, ein geringes Eintrittsgeld und Spenden aufgebracht. Das Besondere an diesem Streichelgehege ist, dass alle Tiere wie in einer Arche zusammenleben.

### Mühlbachweiher
Am idyllischen Thierbach liegt ein kleiner See mit Grillplatz, Feuerstelle und Kinderspielplatz.

## Wirtschaft und Infrastruktur

### Wirtschaft einschließlich Land- und Forstwirtschaft
2019 gab es 268 sozialversicherungspflichtig Beschäftigte am Arbeitsort. Sozialversicherungspflichtig Beschäftigte am Wohnort gab es insgesamt 1107. Damit war die Zahl der Auspendler um 839 Personen höher als die der Einpendler. Die Arbeitslosenquote in Gaukönigshofen liegt bei rund zwei Prozent der Wohnbevölkerung (2017: 23 Einwohner).
Im Jahr 2016 bestanden 92 landwirtschaftliche Betriebe, das sind 19 weniger als neun Jahre zuvor. Die landwirtschaftlich genutzte Fläche gibt die amtliche Statistik für 2016 mit 3440 Hektar an, davon waren über 98 % Ackerfläche.

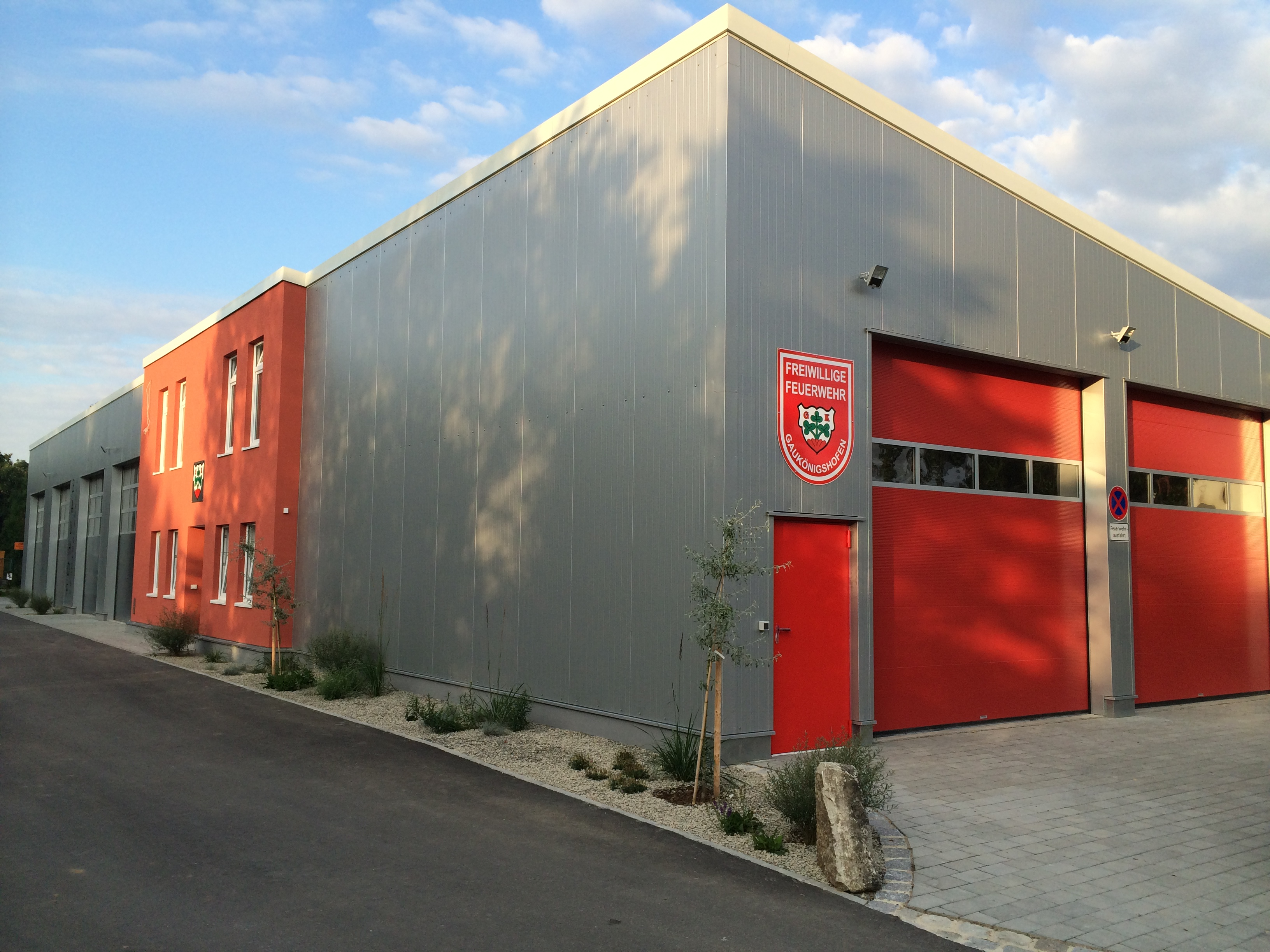
Mehrzweckhalle für Feuerwehr und Bauhof auf dem Bahnhofsgelände

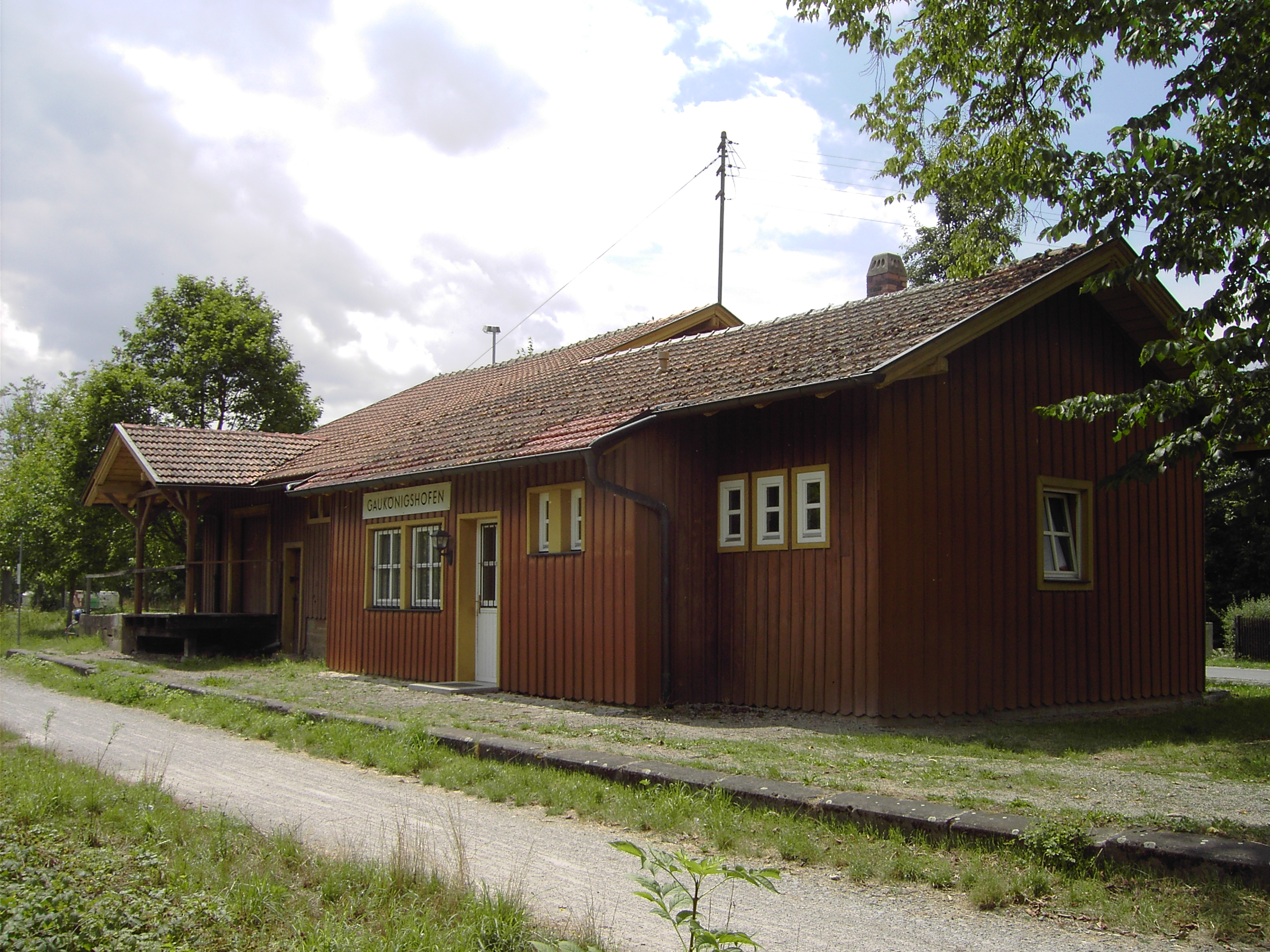
Ehemaliger Bahnhof von Gaukönigshofen, heute am Gaubahnradweg

### Verkehr
Der Ort Gaukönigshofen liegt im südlichen Landkreis Würzburg nahe den Autobahnen A 3, A 7 und A 81. Die Staatsstraße 2270 führt durch den Ort und verbindet ihn mit der fünf Kilometer entfernten Bundesstraße 19 und der durch Ochsenfurt führenden, acht Kilometer entfernten Bundesstraße 13.
In Ochsenfurt befindet sich ein Bahnhof mit Halt von Regionalzügen und im 20 Kilometer entfernten Würzburg ein ICE-Haltepunkt. Die Gaubahn war von 1907 bis 1992 eine eingleisige Eisenbahnstrecke, auf der landwirtschaftliche Güter nach Ochsenfurt transportiert wurden. Auch der Personenverkehr spielte eine Rolle. Heute ist die Trasse ein durchgehend asphaltierter Radweg, der das Maintal mit dem Taubertal verbindet.
In zwei Kilometern Entfernung befindet sich der Verkehrslandeplatz Giebelstadt.
Der Ort Gaukönigshofen liegt am fränkisch-schwäbischen Jakobsweg. Dieser führt auf dem Gaubahnradweg durch die Gemeinde. Durch Gaukönigshofen verläuft der Fränkische Marienweg.

### Bildung
Es gibt folgende Einrichtungen (Stand: 2018):
Kindergärten
-Kindergarten Gaukönigshofen (für Gaukönigshofen und Acholshausen) und Kindergarten Wolkshausen (für Wolkshausen, Eichelsee und Rittershausen) mit zusammen 156 Plätzen.
-Kinderkrippe Gaukönigshofen (drei Gruppen)
-Kinderkrippe Wolkshausen (eine Gruppe)
Insgesamt stehen in den drei Kindertageseinrichtungen nach der amtlichen Statistik 191 Plätze zur Verfügung, wovon 171 belegt sind.
Schulen
-Grundschule Sonderhofen in Gaukönigshofen (Verbandsschule) - Schulhaus Gaukönigshofen, in der Ortsmitte am Königshof für Schüler der 1.–4. Klasse aus Gaukönigshofen und Acholshausen.
-Mittelschule Gaukönigshofen, Verbandschule für den gesamten Ochsenfurter Gau (33 Ortschaften); Generalsanierung für 2,5 Millionen Euro im Jahr 2010 abgeschlossen.
-Außenstelle der Volkshochschule Ochsenfurt
-Am 11. Oktober 2021 beschloss der Kreistag den Neubau einer Förderschule in Gaukönigshofen. Die Kosten sollen sich auf ca. 9,3 Millionen Euro belaufen. Der Baubeginn ist für 2023 geplant.
In Grund- und Mittelschule wurden 265 Schüler in 14 Klassen unterrichtet.

## Persönlichkeiten
- Jakob von Hirsch (1765–1840), jüdischer Bankier und Kaufmann, Hofbankier von König Maximilian I. von Bayern
- Konrad Dürr (1899–1988), Zeitzeuge und Chronist des 20. Jahrhunderts, Autor von „Erinnerungen und Gedanken aus meinem Leben“
- Werner Kleeman (1919–2018), von den Nazis verfolgter und als US-Soldat zurückgekehrter Jude, der seine Erinnerungen in einem Buch veröffentlichte
- Paul Lehrieder (* 1959), Politiker, seit 2005 Mitglied des Deutschen Bundestages, wohnt seit der Kindheit im Ort.
- Martina Honecker (* 1980), ehemals Mannschaftskapitän des ETSV Würzburg (2. Frauen-Fußball-Bundesliga)

## Sonstiges
Der Ort Gaukönigshofen wurde im Jahr 2009 von der Hörern von 106,9 Radio Gong Würzburg zur „coolsten Gemeinde Unterfrankens“ gewählt. Der Hauptgewinn war ein Gratis-Open-Air mit Nevio Passaro, das vor über 4000 Zuschauern stattfand.